# Troglohyphantes balazuci
Troglohyphantes balazuci este o specie de păianjeni din genul Troglohyphantes, familia Linyphiidae, descrisă de Dresco, 1956.
Este endemică în Franța. Conform Catalogue of Life specia Troglohyphantes balazuci nu are subspecii cunoscute.